# Цзиян (Цзинань)
Цзия́н (кит. упр. 济阳, пиньинь Jǐyáng) — район городского подчинения города субпровинциального значения Цзинань провинции Шаньдун (КНР).

## История
В 1129 году эти земли были захвачены чжурчжэньской империей Цзинь, и из смежных участков территорий уездов Чжанцю и Линьи был образован новый уезд. Так как он располагался на северной («янской») стороне реки Цзишуй, то получил название «Цзиян» (济阳县).
В 1950 году был создан Специальный район Дэчжоу (德州专区), и уезд вошёл в его состав. В 1956 году уезд был передан в состав Специального района Хуэйминь (惠民专区). В 1958 году уезд Цзиян был присоединён к уезду Линьи Специального района Ляочэн (聊城专区). В 1960 году уезд Линьи был передан в состав Специального района Цзыбо (淄博专区).
В 1961 году уезд Цзиян был воссоздан, вновь войдя в состав Специального района Дэчжоу. В 1967 году Специальный район Дэчжоу был переименован в Округ Дэчжоу (德州地区). В 1990 году уезд был передан под юрисдикцию Цзинаня.
Постановлением Госсовета КНР от 19 июня 2018 года уезд Цзиян был преобразован в район городского подчинения.

## Административное деление
Район делится на 2 уличных комитета и 8 посёлков.

## Экономика
Крупный центр добычи сланцевой нефти (Sinopec).